# McMaster Museum of Art

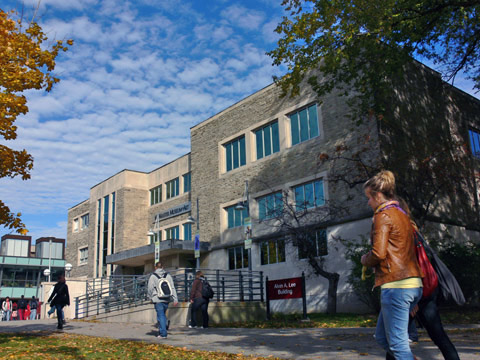
Gebäude des McMaster Museum of Art

Das McMaster Museum of Art ist ein Kunstmuseum im kanadischen Hamilton. Es beherbergt die Kunstsammlungen der McMaster University mit mehr als 6.000 Objekten. Schwerpunkte sind Gemälde des französischen Impressionismus und Spätimpressionismus, grafische Arbeiten des deutschen Expressionismus, sowie Kunstwerke kanadischer Künstler. Darüber hinaus sammelt das Museum Arbeiten zeitgenössischer Künstler und verfügt über eine Münzsammlung.

## Geschichte
Die McMaster University sammelt Kunstwerke seit ihrer Gründung 1887 in Toronto. Zu Beginn gehörten zum Bestand vor allem Gemälde mit meist biblischen Themen sowie Porträts von Honoratioren der Universität. Diese Bilder dienten vor allem zur Wanddekoration von Büros und Festsälen. Nach dem Umzug von Toronto nach Hamilton erhielt die Universität in den 1930er Jahren vom Carnegie Institute eine Sammlung mit europäischer Druckgrafik. Dieser Bestand wurde in den 1960er und 1970er kontinuierlich ausgebaut und um kanadische Kunst erweitert, um Studenten vor Originalwerken unterrichten zu können.
Das Department of Art and Art History der Universität stellte 1967 der Sammlung erstmals eigene Räumlichkeiten für Ausstellungszwecke zur Verfügung. Nachdem der aus Hamilton stammende Herman Herzog Levy (1902–1990) Mitte der 1980er Jahre der Universität seine Kollektion mit 185 Arbeiten europäischer und amerikanischer Künstler stiftete, etablierte sich 1985 für die Kunstsammlung der Universität die Bezeichnung McMaster University Art Gallery. Nach seinem Tod erhielt die Universität darüber hinaus mit dem Levy Bequest ein Stiftungskapital, das seitdem den Ankauf weiterer Kunstwerke ermöglicht. Für die nunmehr erheblich gewachsene Sammlung entstand als Anbau an die Mills Memorial Library ein eigenes Gebäude für die Kunstsammlung, das zu Ehren des ehemaligen Universitätspräsident Alvin A. Lee die Bezeichnung Alvin A. Lee Building trägt. Die Kunstsammlung der Universität ist hierin seit dem 11. Juni 1994, nunmehr als McMaster Museum of Art, für Besucher zugänglich.

## Sammlung
Den Stiftungen von Herman H. Levy haben wesentlich dazu beigetragen, die vormals überschaubare Kunstsammlung der McMaster University in ein öffentliches Museum umzuwandeln. Von 1983 bis 1985 schenkte er der Universität zahlreiche bedeutende Gemälde des 19. und frühen 20. Jahrhunderts, aber auch einige ältere Werke. Hierzu gehören Arbeiten niederländischer Künstler des Goldenen Zeitalter wie die Gemälde Stillleben mit Austern von Willem Claesz. Heda, Der Trinker von Adriaen Brouwer und Kopf eines jungen Mannes von Michiel Sweerts. Bekannt ist die Levy-Stiftung aber vor allem für Kunstwerke des Impressionismus und Spätimpressionismus. Als Vorläufer dieser Kunstrichtungen findet sich das Bild Environs d’Ornans von Gustave Courbet in der Kollektion, das ebenso wie Vincent van Goghs Stillleben mit Ingwertopf und Zwiebeln eher dem Realismus zuzuordnen ist. Zu den herausragenden Werken des Impressionismus gehören Waterloo Bridge, Effet de Soleil von Claude Monet, Voiliers au Mouillage sur la Seine, à Argenteuil von Gustave Caillebotte oder Pommiers en fleurs von Camille Pissarro, die ebenso aus der Privatsammlung Levy stammen, wie die Gemälde Flussszene von Georges Lemmen und Le Bouquet Devant la Fenêtre von Henri Le Sidaner als Beispiele des Spätimpressionismus. Exemplarisch für die nachfolgende Künstlergeneration ist das Porträt des Malers Richard X von Chaim Soutine. Nach Levys Tod konnten durch den von ihm geschaffenen Ankaufsetat (Levy Bequest) weitere bedeutende Gemälde erworben werden. Hierzu gehören Robert, 9th Baron Petre demonstrating the use of an écorché figure to his son, Robert Edward von George Romney, das Porträt des Reverend William Esdaile von Thomas Lawrence und Boston in Lincolnshire von William Turner.

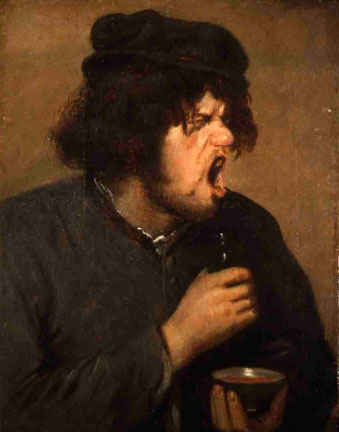
Adriaen Brouwer (Werkstatt): Der Trinker
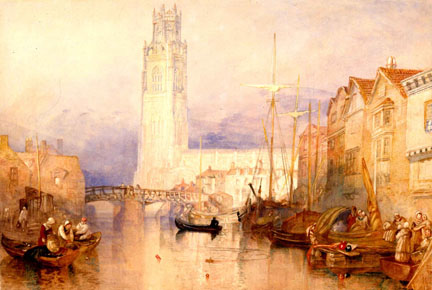
William Turner: Boston in Lincolnshire
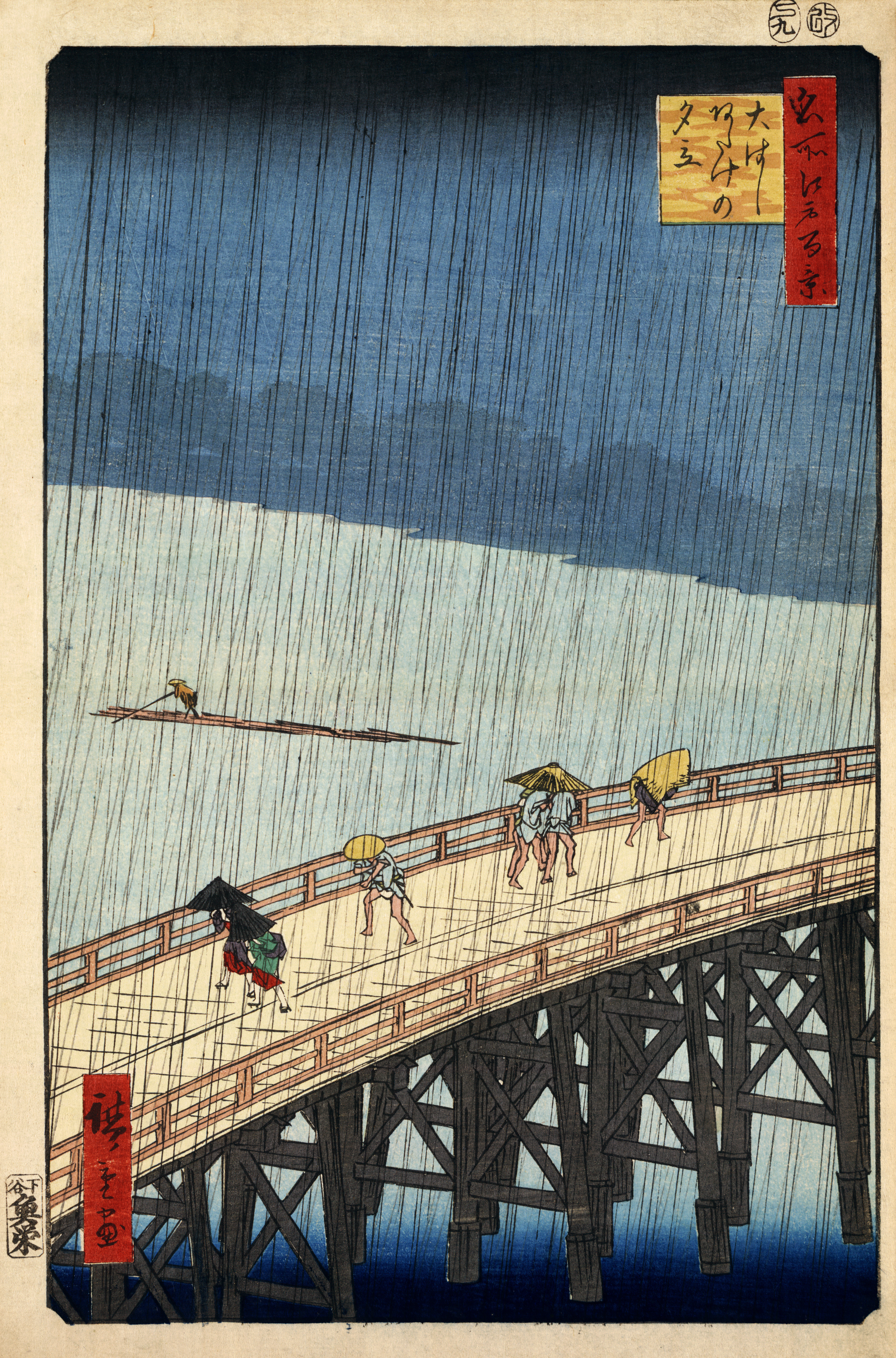
Utagawa Hiroshige: Regenschauer über der großen Brücke in Atake
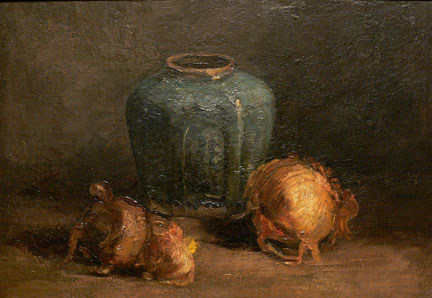
Vincent van Gogh: Stillleben mit Ingwertopf und Zwiebeln
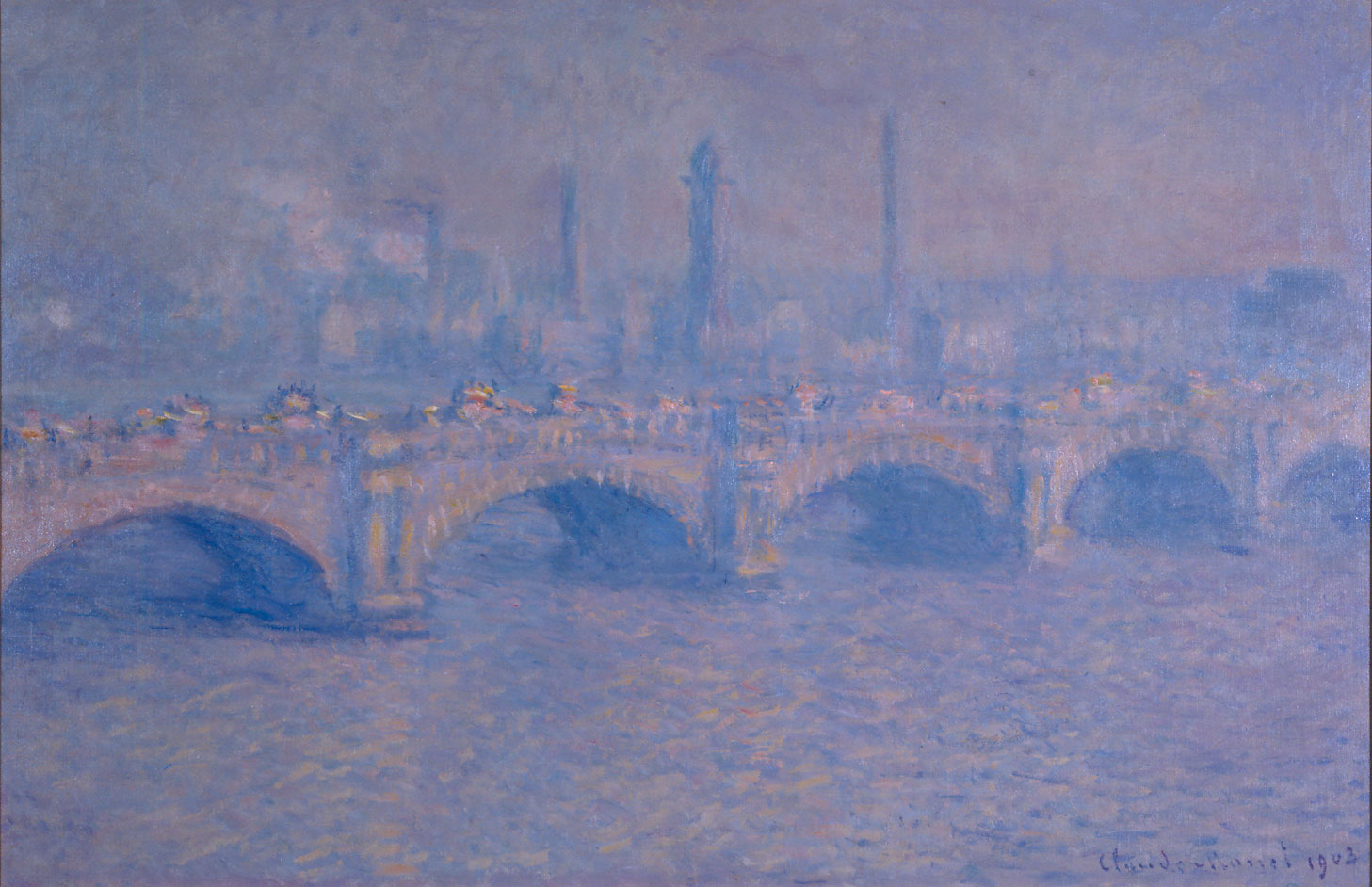
Claude Monet: Waterloo Bridge, Effet de Soleil
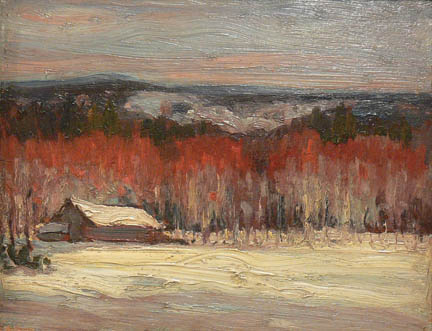
Tom Thomson: Algonquin Park

Ein weiteres Sammlungsgebiet sind Arbeiten auf Papier, wie Drucke, Zeichnungen, Aquarelle und Fotografien. Neben einzelnen Drucken von Albrecht Dürer bis Utagawa Hiroshige bildet hier vor allem die Stiftung von Denner Wallace mit Druckgrafik des deutschen Expressionismus den Schwerpunkt. Vertreten sind Arbeiten von Künstlern der Gruppen Die Brücke und Der Blaue Reiter wie Ernst Ludwig Kirchner, Max Pechstein und Erich Heckel, aber auch andere Maler aus Deutschland wie Max Klinger, Lovis Corinth, Otto Dix, George Grosz, Bernhard Kretzschmar und Max Beckmann. Ergänzt werden diese Grafikbestände durch einzelne Gemälde wie das Bildnis der Anna Grünebaum von Otto Dix, ein Terracotta-Grabrelief von Käthe Kollwitz oder die Skulptur Stürmender Mann von Wilhelm Lehmbruck.
Darüber hinaus sammelt das Museum Arbeiten kanadischer Künstler. Dazu gehören Gemälde wie Algonquin Park von Tom Thomson oder Call to Dinner von George Agnew Reid, aber auch Kunst der Inuit mit Skulpturen und Drucken aus Kinngait. Weiterhin hat das Museum eine Abteilung mit Werken zeitgenössischer Künstler aufgebaut, zu der das 1988 entstandene Gemälde Stadtlandschaft von Karl Horst Hödicke ebenso gehört wie Heady von Gilbert & George aus dem Jahr 1991. Hinzu kommen Kunstwerke von Antony Gormley, Ben Nicholson, Alexander Michailowitsch Rodtschenko, Joseph Beuys und Anselm Kiefer. Ergänzt wird die moderne Abteilung durch Skulpturen von Henri Gaudier-Brzeska, Andreas Gehr, Davis Mach und Katsura Funakoshi.
Eine Besonderheit im Museum ist das Münzkabinett. Die Sammlung geht zurück auf Edward Togo Salmon, der der Universität bereits 1946 36 antike römische Münzen schenkte. Erst seit 1981 zeigt das Museum diese Sammlung dem Publikum und in den Folgejahren konnte dieses Sammlungsgebiet durch weitere Schenkungen – auch aus anderen Gegenden – auf den heutigen Bestand erweitert werden.